# Научно-исследовательский институт командных приборов
Акционерное общество Научно-исследовательский институт командных приборов (НИИКП) — советская и российская компания по производству оборудования систем управления ракет-носителей и разгонных блоков космических и других летательных аппаратов. Входит в госкорпорацию «Роскосмос», является дочерним предприятием АО «ОРКК».

## История
Научно-исследовательский институт командных приборов был образован на базе коллектива Ленинградского НИИ-49 МСП постановлением ЦК КПСС и СМ СССР от 27.03.1967 № 271—106.
Директором и главным конструктором вплоть до 2008 г. был В. П. Арефьев — Герой социалистического труда, Лауреат Ленинской и Государственной премий СССР, Лауреат премии Правительства РФ.
В 2004 г. предприятию был присвоен статус Федерального научно-производственного центра (распоряжение Правительства Российской Федерации)
С 2008 г. директором и главным конструктором является Мкртычян Александр Рачикович (род. 1959 в г. Баку, Азербайджанская ССР).
У этого коллектива уже был ряд значительных разработок.
В 1950—1960 г.г. они создали уникальный гироскопический прибор для системы автоматической астроинерциальной навигации первой в мире межконтинентальной ракеты «Буря» (г. к. С. А. Лавочкин, н. р. М. В. Келдыш).
В 1954—1959 г.г. они создали гироприборы для ракеты Р-11ФМ — первой баллистической ракеты, способной стартовать прямо с подводной лодки (г. к. С. П. Королёв, г. к. В. П. Арефьев).
В н. в. сотрудничают с
- АО «Ракетно-космический центр „Прогресс“»,
- АО «Государственный ракетный центр имени академика В. П. Макеева»,
- АО «Концерн ВКО „Алмаз-Антей“»
- ОАО «Ракетно-космическая корпорация „Энергия“ имени С. П. Королева»,
- ОАО «Машиностроительный завод „Арсенал“»,
- ФГУП «Конструкторское бюро „Арсенал“ имени М. В. Фрунзе»,
- ФГУП «Государственный космический центр имени М. В. Хруничева»,
- и др.

Гироприборы, разработанные НИИ Командных приборов также используются в разгонном блоке «Бриз-М» ракеты-носителя тяжёлого класса «Протон-М».

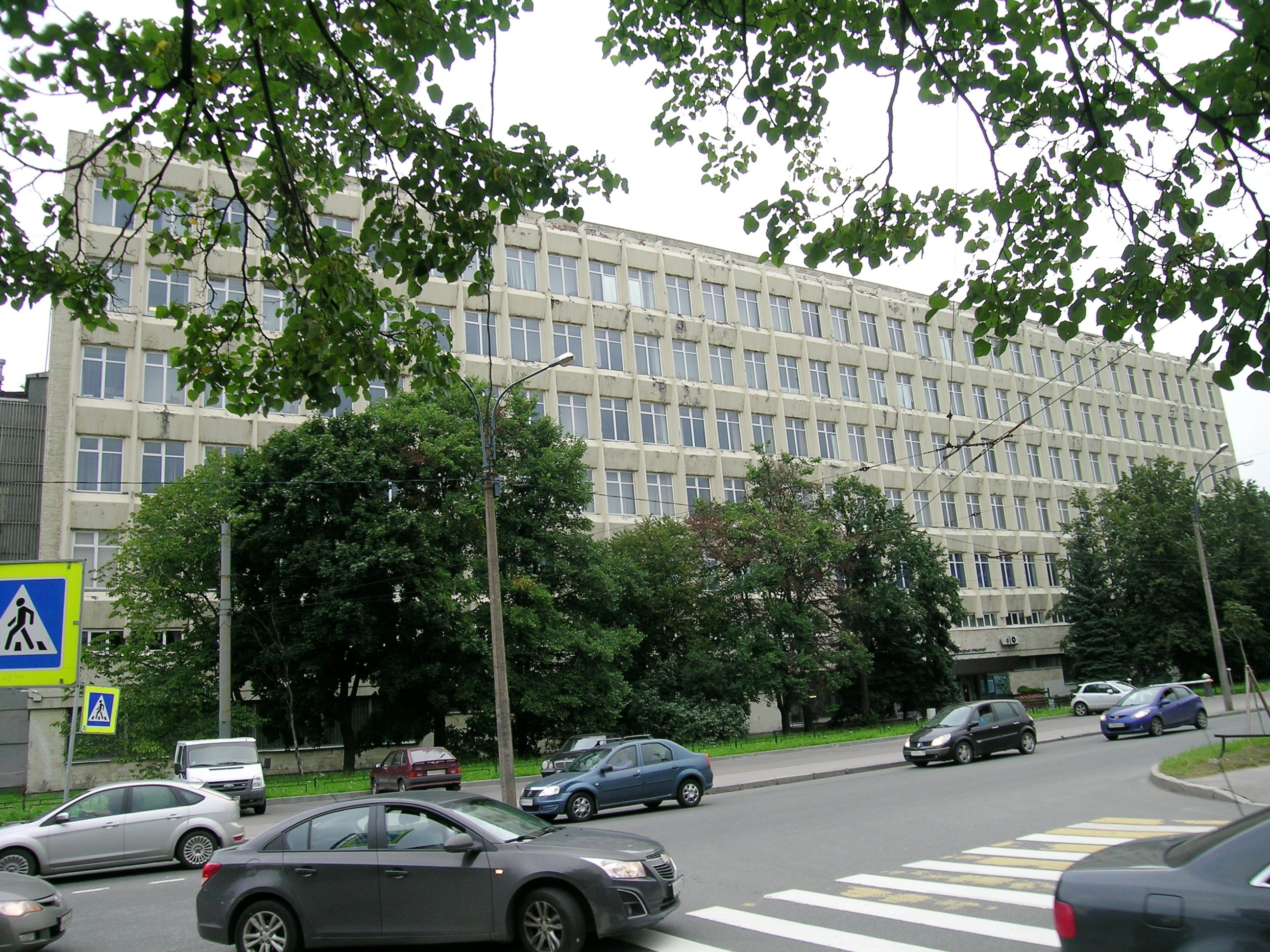
Вид с б-ра Новаторов

До 01.07.2014 предприятие имело форму федерального государственного унитарного предприятия. Затем было преобразовано в акционерное общество, все акции которого были передана в АО «ОРКК».

## Деятельность
Основной вид деятельности научные исследования и разработки в области естественных и технических наук. Основные направления деятельности — разработка и создание комплексов командных и силовых гироскопических приборов для навигации и управления движением космических аппаратов.
Является членом МАКД